# Pumaqangtang (sockenhuvudort i Kina, Tibet Autonomous Region, lat 28,61, long 90,20)
Pumaqangtang (kinesiska: 普马江塘, 上藏, 普玛江塘乡) är en sockenhuvudort i Kina. Den ligger i den autonoma regionen Tibet, i den sydvästra delen av landet, omkring 150 kilometer sydväst om regionhuvudstaden Lhasa. Antalet invånare är 979. Befolkningen består av 487 kvinnor och 492 män. Barn under 15 år utgör 27,0 %, vuxna 15-64 år 69 %, och äldre över 65 år 2,0 %.
Runt Pumaqangtang är det mycket glesbefolkat, med 4 invånare per kvadratkilometer. Det finns inga andra samhällen i närheten. Trakten runt Pumaqangtang består i huvudsak av gräsmarker.
Genomsnittlig årsnederbörd är 1 019 millimeter. Den regnigaste månaden är juli, med i genomsnitt 227 mm nederbörd, och den torraste är december, med 6 mm nederbörd.